# 가나 공군
가나 공군은 1959년에 창설되었다.

2010년 CIA 발표 기준으로, 가나는 1인당GDP(PPP) 1500 달러, 인구 2200만명인 점에서, 조선민주주의인민공화국(1900달러, 2500만명), 코트디부아르(1700달러, 2100만명), 케냐(1600달러, 3200만명)와 비슷한 규모의 나라이다.

## 항공기
가나 공군은 모두 38대의 항공기를 보유하고 있다. 그 중 2대가 제트 전투기이며, 11대는 헬리콥터이다. 2대의 제트 전투기는 에어로 L-39 알바트로스 제트 훈련기에 무장을 장착한 것이다.
부품 부족 때문에 대부분의 항공기는 이륙하지 못하고 있다.

## 같이 보기
- 조선인민군 공군
- 케냐 공군